# Gathering of Developers
Gathering of Developers fue una histórica editora de videojuegos estadounidense (perteneciente a Take-Two Interactive desde mayo de 2000).

## Historia
Gathering of Developers fue una editora de videojuegos con sede en Texas que sacó juegos para PC, fundada en enero de 1998 con la misión de salvar la brecha que había entre los editores y desarrolladores de juegos independientes, permitiendo a los desarrolladores independientes tener control creativo sobre sus proyectos, la propiedad de su propiedad intelectual, y la participación en las decisiones editoriales y de comercialización. Impulsados por las experiencias pasadas y publicaciones llenas de frustraciones, varias empresas de desarrollo experimentado se unieron para formar un editor basado en esas relaciones. La empresa más tarde se convirtió en una filial de Take-Two Interactive. Su primera ola de publicaciones fueron: Railroad Tycoon II, Nocturne, Darkstone, Age of Wonders y Fly!. La compañía amplió horizontes posteriormente ya que comenzó a publicar en las diferentes consolas del mercado. 
Take Two adquirió la empresa en mayo de 2000, e intentó, sin éxito, administrar el grupo con base en Texas desde su sede de Nueva York. Los fundadores y empleados de G.O.D. estaban descontentos con la falta de libertad que Take-Two les daba. El fundador Doug Myres murió inesperadamente en mayo de 2001, esto llevó a los demás socios negociar una separación con la empresa poco después, al final Take-Two se hizo cargo de todas las operaciones y modificaciones de la empresa, cambiándole el nombre a simplemente Gathering.
Durante el evento E3. Gathering fue conocido por ser muy extravagante, por ofrecer barbacoa gratis, música en vivo y cerveza a los casi 10 000 asistentes del E3.
- Datos: Q1495819